# Astrothorax tesselata
Astrothorax tesselata is een slangster uit de familie Gorgonocephalidae.
De wetenschappelijke naam van de soort werd in 1933 gepubliceerd door Theodor Mortensen.